# Énergie des vagues
L'énergie des vagues, ou énergie houlomotrice, est une énergie marine utilisant l'énergie contenue dans le mouvement de la houle, soit les oscillations de la surface de l'eau. Cette énergie ne doit pas être confondue avec l'énergie marémotrice, laquelle utilise l'énergie des marées. La faisabilité de son exploitation a été étudiée, en particulier au Portugal, au Royaume-Uni et en Australie.

## Histoire
La première utilisation de l'énergie des vagues fut probablement un système permettant d'actionner des cloches destinées à prévenir, dans la brume, de la proximité de certaines bouées de signalisation maritime. Victor Hugo évoque, dans L'Homme qui rit, une « bouée à sonnerie, sorte de clocher de la mer, (…) supprimée en 1802 ». Plus historique est la cloche de Bell rock, qui fut, tel que le chante le poète Robert Southey, installée au XIVe siècle sur une bouée pour avertir les marins de la proximité du danger, quand le rocher est couvert par la houle. L'exploitation de l'énergie des vagues pour doter les bouées d'un signal sonore fut ensuite perfectionnée dans la deuxième moitié du XIXe siècle sous forme de bouées à sifflet, dans lequel l'air est soufflé au rythme de la houle, les oscillations verticales de la bouée par rapport à sa chaîne de mouillage actionnant un piston.
Le premier brevet connu visant à l'utilisation de l'énergie des vagues a été déposé à Paris par les Girard, père et fils, le 12 juillet 1799 ,. Un des premiers appareils utilisant l'énergie houlomotrice a été construit en 1910 en France par Bochaux-Praceique afin d'alimenter sa maison en énergie à Royan. Par la suite, l'énergie houlomotrice connaît plusieurs étapes dans sa modernisation, dans les années 1940, avec les expériences de Yoshio Masuda, puis dans la période succédant au choc pétrolier de 1973 qui relance l'intérêt pour une énergie alternative. Entre 1855 et 1973, plus de 340 brevets ont été déposés au Royaume-Uni. Des universitaires de plusieurs pays vont ainsi réexaminer le potentiel de l'énergie houlomotrice, notamment Stephen Salter de l'Université d'Édimbourg, Kjell Budal et Johannes Falnes de l'Institut norvégien de technologie (NTH), désormais fusionné au sein de l'université norvégienne de sciences et de technologie, Michael E. McCormick de l'Académie navale d'Annapolis, David Evans de l'université de Bristol, Michael French de l'université de Lancaster, John Nicholas Newman et Chiang Chung Mei du MIT.
L'invention de Stephen Salter, surnommé le batteur de Salter ou « canard de Salter », démontra en 1974 qu'il était possible de convertir 90 % de l'énergie d'une vague en énergie mécanique. Avec le retour à un prix du pétrole plus modéré dans les années 1980, l'intérêt pour le développement de l'énergie houlomotrice semble s'être réduit.
Cette technologie a refait parler d'elle dans les années 2000, à mesure que les questions climatiques poussaient à l'utilisation d'énergies renouvelables. Mais les échecs s'enchaînent :
- En 2003, lancement d'un système appelé Searev, développé conjointement par le laboratoire de mécanique des fluides de l'École centrale de Nantes et le département mécatronique de l'École normale supérieure de Cachan. En 2014, l'entreprise qui se proposait d'industrialiser le concept est radiée [9].
- En 2008 au Portugal, la ferme à vagues d'Aguçadoura n'a été exploitée que deux mois. L'entreprise à son origine, Pelamis, a finalement disparu sans repreneur fin 2014[10].
- En 2019, devant Le Croisic, un consortium IHES (Integrated Harvesting Energy System) piloté par Geps Techno et associant six partenaires français : Blue Solutions, Centrale Nantes, Chantiers de l’Atlantique, Icam, Ifremer, SNEF teste un prototype de plateforme de récupération d'énergie houlomotrice et [pour 20 % photovoltaïque) [11].
- En Aquitaine l'entreprise Hace réalise un prototype pour produire de l'énergie avec les petites vagues[12].

Dick Yue, professeur d'ingénierie Philip Solondz au MIT, espère trouver « de nouveaux paradigmes » pour mieux exploiter l'énergie houlomotrice, notamment en combinant 1) une optimisation de la géométrie des convertisseurs d’énergie houlomotrice (WEC, pour lesquels Emma Edwards au MIT a proposé une méthode de détermination de leur forme), 2) leur agencement idéal dans le milieu ; et 3) comme le propose Grgur Tokić un fonctionnement en réseau intelligent, reconfigurable en temps réel pour s'adapter à la hauteur, force et fréquence des vagues, afin de maximiser la récupération d’énergie.

## Potentiel
Le Conseil mondial de l'énergie a évalué à 10 % le potentiel théorique de la demande annuelle mondiale d’électricité qui pourrait être couvert par l'énergie houlomotrice (dont 40 TWh/an en France métropolitaine, principalement sur la façade atlantique avec une puissance installée de 10 à 15 GW).
Le gestionnaire du réseau de transport d'électricité français (RTE) estime, dans son rapport sur les futurs énergétiques en 2050, que la puissance installée pour l'ensemble des énergies marines (comprenant houlomotrices, mais également hydroliennes, marémotrices, et installations maréthermiques) pourrait être de 0 à 3 GW en 2050 en France, selon les trajectoires de développement.

## Fermes houlomotrices

### Australie
Ocean Power Technology et Lockheed Martin ont conclu en juillet 2012 un accord pour développer un récupérateur d'énergie d'une puissance de 19 MW à Victoria. Ce projet a reçu une subvention de plusieurs millions de dollars australiens par le gouvernement fédéral.
5 % de l’électricité de cette base est produite grâce à l’énergie des vagues. La centrale houlomotrice a été baptisée Ceto qui est le nom d'une déesse grecque de la mer. Les trois Ceto 5 sont le  résultat de treize années de travail et ont nécessité un investissement de 70 millions d’euros dont 22 millions de subventions du gouvernement.
Chaque bouée possède plus de 500 capteurs qui enregistrent deux gigaoctets de données quotidiennement pour la pression, le débit, la température de l’eau... Un piston hydraulique situé à 24 mètres au fond de la mer est actionné par le mouvement des bouées provoqué par les vagues. Ce mouvement pressurise un fluide contenu dans le piston, le fluide est envoyé à terre par un tuyau et passe dans une turbine qui convertit l’énergie hydraulique en énergie mécanique. Les pompes alimentent en eau froide un réseau de froid. Dans une centrale située sur l’île de Garden Island, un générateur transforme cette énergie mécanique en électricité. L’électricité produite alimente aussi une usine de désalinisation d’eau, qui fournit un tiers de l’eau de Garden Island.
Si le coût de l'électricité produite par Ceto 5 est identique à celui du fioul (entre 20 et 28 centimes d’euros le kilowatt-heure (kWh)), il reste plus cher que le nucléaire ou le charbon. À titre de comparaison, l’électricité est facturée 0,175 € par kWh aux ménages français, et 0,091 € aux industries selon Eurostat.
Un projet CETO 6, de plus grande puissance, est en cours de développement.
EDF EN a conclu des partenariats avec Carnegie, détenteur des droits de la technologie CETO, pour la production d’électricité à partir de l’énergie des vagues,.

### Écosse
Un système LIMPET 500 (Land Installed Marine Power Energy Transformer) a été installé en 2001 sur l'ile d'Islay par la société Wavegen.

### Portugal
Les Portugais s'étaient dotés, en novembre 2008, de machines semi-émergées Pelamis (nom d'origine latine qui signifie « serpent de mer »), conçues par une entreprise écossaise, Pelamis Wave Power (PWP).
Ce projet avait une puissance installée de 2,25 MW au large d'Aguçadoura, dans le nord du Portugal. En raison de problèmes techniques récurrents, la première centrale houlomotrice au monde a dû être démontée au printemps 2009. Des progrès restent donc encore à faire pour que cette source d’énergie ne devienne pas un « serpent de mer ».

### France
En France, la start-up Seaturns développe un système de flotteur qui récupère l'énergie houlomotrice (activé par le mouvement des vagues et de la  houle). Le projet est soutenu par des investisseurs privés et publics. Une phase de prototypage avec essais en mer en partenariat avec l'Institut français de recherche pour l'exploitation de la mer (Ifremer) s'est terminée en 2025. En 2025, une installation d'une digue houlomotrice est actuellement en cours dans la commune du Portel dans le Pas-de-Calais et doit produire 330 kilowatts d’électricité,.

#### Thèses de doctorat
- (fr) F Becq (1998), Extension de la modélisation spectrale des états de mer vers le domaine côtier, [résumé avec CNRS/INIST]
- (fr) Ruellan Marie (2007), Méthodologie de dimensionnement d'un système de récupération de l'énergie des vagues, École normale supérieure de Cachan, Thèse de doctorat soutenue le 11 décembre 2007, [PDF], 168 pages avec hal.archives-ouvertes.fr
- (fr) A. Babarit (2005), Optimisation hydrodynamique et contrôle optimal d’un récupérateur d’énergie des vagues ; Thèse de doctorat; École Centrale de Nantes.
- (en) N. Baker (2003), Linear Generators for Direct Drive Marine Renewable EnergyConverters. Thèse de doctorat, School of Engineering University of Durham